# Mattensprunganlage
Le Mattensprunganlage est un tremplin de saut à ski situé à Ramsau am Dachstein, en Autriche.

## Histoire
Le tremplin a été ouvert en 1995.

## Événements organisés sur le tremplin

### Saut à ski masculin
| Date             | Compétition           | Tremplin | Premier               | Deuxième                | Troisième           |
| ---------------- | --------------------- | -------- | --------------------- | ----------------------- | ------------------- |
| 11 janvier 1998  | Coupe du monde        | K90      | Masahiko Harada       | Kazuyoshi Funaki        | Hiroya Saitō        |
| 26 février 1999  | Championnats du monde | K90      | Kazuyoshi Funaki      | Hideharu Miyahira       | Masahiko Harada     |
| 8 décembre 2000  | Coupe du monde        | K90      | Annulé                | Annulé                  | Annulé              |
| 4 février 2001   | Coupe Continentale    | K90      | Markus Eigentler (de) | ?                       | ?                   |
| 14 août 2004     | Coupe Continentale    | HS98     | Stefan Kaiser         | Robert Mateja           | Balthasar Schneider |
| 15. Août 2004    | Coupe Continentale    | HS98     | Robert Mateja         | Slovénie                | Andreas Kofler      |
| 23 février 2008  | Coupe Continentale    | HS98     | Wolfgang Loitzl       | Bastian Kaltenboeck     | Manuel Fettner      |
| 24 février 2008  | Coupe Continentale    | HS98     | Manuel Fettner        | Wolfgang Loitzl         | Bastian Kaltenboeck |
| 19 février 2011  | FIS-Cup (de)          | HS98     | Björn Koch (de)       | Lukas Müller            | David Winkler (de)  |
| 20 février 2011  | FIS-Cup (de)          | HS98     | Markus Schiffner      | Björn Koch (de)         | Stefan Hayböck (de) |
| 18 décembre 2011 | Alpencup              | HS98     | Stefan Kraft          | Ulrich Wohlgenannt (de) | Rok Justin          |
| 18 décembre 2011 | Alpencup              | HS98     | Stefan Kraft          | Rok Justin              | Jaka Hvala          |

### Saut à ski féminin
| Date             | Vainqueur        | Deuxième           | Troisième                  | Compétition                    |
| ---------------- | ---------------- | ------------------ | -------------------------- | ------------------------------ |
| 19 février 1999  | Karla Keck (no)  | Sandra Kaiser (pl) | Eva Ganster (no)           | FIS Ladies Winter Tournee (pl) |
| 19 août 2007     | Daniela Iraschko | Anette Sagen       | Izumi Yamada (de)          | Coupe continentale             |
| 19 février 2011  | Sara Takanashi   | Ulrike Gräßler     | Jacqueline Seifriedsberger | Coupe continentale             |
| 20 février 2011  | Sara Takanashi   | Ulrike Gräßler     | Melanie Faißt              | Coupe continentale             |
| 14 décembre 2012 | Sara Takanashi   | Coline Mattel      | Daniela Iraschko           | Coupe du monde                 |

### Combiné nordique
| Date             | Compétition        | Tremplin | Premier                                                                   | Deuxième                                                                   | Troisième                                                                           |
| ---------------- | ------------------ | -------- | ------------------------------------------------------------------------- | -------------------------------------------------------------------------- | ----------------------------------------------------------------------------------- |
| 3 décembre 1995  | Coupe du monde B   | K 120    | Ronny Ackermann                                                           | Samppa Lajunen                                                             | Marek Fiurášek (en)                                                                 |
| 15 décembre 2012 | Coupe du monde     | HS98     | Magnus Moan                                                               | Mikko Kokslien                                                             | Fabian Riessle                                                                      |
| 16 décembre 2012 | Coupe du monde     | HS98     | Mikko Kokslien                                                            | Jason Lamy-Chappuis                                                        | Mario Stecher                                                                       |
| 14 décembre 2013 | Coupe du monde     | HS98     | Norvège I- Mikko Kokslien - Jørgen Graabak                                | Norvège II- Håvard Klemetsen - Magnus Krog                                 | Italie- Samuel Costa - Alessandro Pittin                                            |
| 15 décembre 2013 | Coupe du monde     | HS98     | Eric Frenzel                                                              | Håvard Klemetsen                                                           | Mikko Kokslien                                                                      |
| 20 décembre 2014 | Coupe du monde     | HS98     | Norvège - Mikko Kokslien - Håvard Klemetsen - Jan Schmid - Jørgen Graabak | Allemagne - Tino Edelmann - Eric Frenzel - Johannes Rydzek - Fabian Rießle | France - Sébastien Lacroix - Jason Lamy-Chappuis - François Braud - Maxime Laheurte |
| 21 décembre 2014 | Coupe du monde     | HS98     | Jason Lamy-Chappuis                                                       | Mikko Kokslien                                                             | Fabian Riessle                                                                      |
| 14 février 2015  | Coupe continentale | HS98     | Taylor Fletcher                                                           | Paul Gerstgraser                                                           | Espen Andersen                                                                      |
| 15 février 2015  | Coupe continentale | HS98     | Espen Andersen                                                            | Gudmund Storlien                                                           | Sindre Ure Søtvik                                                                   |
| 19 décembre 2015 | Coupe du monde     | HS98     | Magnus Moan                                                               | Magnus Krog                                                                | Jarl Magnus Riiber                                                                  |
| 20 décembre 2015 | Coupe du monde     | HS98     | Eric Frenzel                                                              | Jarl Magnus Riiber                                                         | Manuel Faißt                                                                        |
| 13 février 2016  | Coupe continentale | HS109    | Vinzenz Geiger                                                            | Terence Weber                                                              | Lukas Greiderer                                                                     |
| 14 février 2016  | Coupe continentale | HS109    | Vinzenz Geiger                                                            | Tobias Simon                                                               | Tobias Haug                                                                         |